# Alighiero
Alighiero  è un nome proprio di persona italiano maschile.

## Varianti
- Maschili: Alighieri[1], Aldighiero[1], Aldiviero[1], Adalgerio[1], Adalgero[2], Adalgaro[2], Aldegario[2]
  - Ipocoristici: Alghero[1]
- Femminili: Alighiera[1]

## Origine e diffusione
Deriva da un nome germanico composto dalle radici adal, "nobile", e gar, "lancia", quindi "nobile lancia" o, per esteso, "nobile guerriero". Il primo elemento potrebbe essere tratto anche da ala- "intero, del tutto" o ancora potrebbe essere collegato alla radice ald, "antico", "esperto", quindi "esperto nell'uso della lancia" o, più letteralmente, "antica lancia"; in tal caso avrebbe la stessa etimologia di Ollegario.
Storicamente, l'uso di questo nome è attestato sin dal X secolo nelle forme latine Alagherius, Alaghierus e Alaghieri e dal XII anche nelle forme Alachieri o Alacheri. La forma Aldighiero potrebbe essere un incrocio con nomi germanici il cui primo elemento è ald-, come Alderico. Secondo altri tutte le forme nascerebbero come varianti dell'originale Aldighiero, con la caduta della consonante -d- nella lingua parlata - fenomeno non insolito nelle italianizzazioni dei nomi germanici. 
Alla sua diffusione ha certamente contribuito il cognome del poeta Dante Alighieri. Non a caso è diffuso nel centro-nord dell'Italia ma è accentrato particolarmente in Toscana.
Curiosamente, il termine "alighiero" viene usato anche nel gergo marinaresco per indicare il mezzomarinaro, bastone con gancio per aiutare l'ormeggio di piccole imbarcazioni: va notato che nel XVIII secolo il mezzo marinaio era, alla bisogna, affilato e trasformato in una mezza picca d'abbordaggio, il che spiega forse l'origine di un simile uso.

## Onomastico
Il nome è adespota, ovvero non è portato da alcun santo, quindi se ne festeggia l'onomastico il 1º novembre per la ricorrenza di Ognissanti.

## Persone

Alighiero Noschese

- Alighiero Alighieri, padre di Dante Alighieri
- Alighiero Boetti, artista concettuale italiano
- Alighiero di Cacciaguida, bisavolo di Dante Alighieri
- Alighiero Noschese, imitatore, showman, comico e attore italiano